# آساكو هيروكا

آساكو هيروكا، من مطبوعة تعود لعام 1919.

آساكو هيروكا (18 تشرين الأول 1849 — 14 كانون الثاني 1919; 広岡浅子 باللغة اليابانية)، كانت سيدة أعمال يابانية، عملت في قطاع البنوك وأسست جامعة يابانية.

## حياتها
ولدت آساكو ميتسوي في كيوتو، والدتها التاجر تاكاماسو ميتسوي. تذكر أنها لم تحظً كفتاة بالتعليم الذي حطي به إخوتها الذكور، فصممت بعد الزواج على إيجاد وسيلة لتعلّم الرياضيات والاقتصاد والأدب وأمور أخرى.

## المهنة
بعد الأزمة الاقتصادية، تحولت حياة آساكا هيروكا لتتخطى كونها مجرد حياة تقليدية لزوجة وأم، لتعيد تكوين ثروة عائلتها الضائعة تحملت مسؤولية إدارة منجماً للفحم، وأسست بنكاً، وأسست شركة للتأمين على الحياة، واستثمرت في قطاع الزراعة الكورية.
عام 1911، تحولت آساكو هيروكا إلى الديانة المسيحية. وقد كتبت إلى مجلات مشهورة موقّعةً بعبارة «فشل تسع مرات، نهوض مرة أخرى تسع مرات». كما كانت متحدّثة في فعاليات الكنيسة. كانت إحدى قائدات مؤتمر YWCA الصيفي عام 1912، مع كاواي ميتشي وإيما كوفمان وآخرين في منزلها الواقع بالقرب من جبل فوجي، جهزت مكاناً للدعاة المسيحيين.
ريتشو هيراتسوكا، طالبة في جامعة اليابان للنساء، حيث ساعدت هيروكا على إنشاء هذه الجامعة معيدةّ للأذهان توبيخ الطلاب لدراستهم ما اعتبرته أنه «نظريّ» بحت؛ فكرت أن الشابات يجب أن يتابعن تعليماً عملياً أكثر.

## الحياة الشخصية والإرث
تزوجت آساكو ميتسو من شينجيرو هيروكا عام 1866، ورزقا ابنة واحدة هي كاميكو. توفيت آساكو عام 1919، عن عمر 69 عاماً في طوكيو.
تم إنتاج دراما استندت إلى قصة حياة آساكو هيروكا، وهي آسا غا كيتا، وقد عُرضت في التلفزيون الياباني عامي 2015 و2016.>"Haru Cast in NHK's Next Asadora Drama, 'Asa ga Kita'" Arama Japan (2015).</ref>